# Андреевское (озеро, Тюменский район)
Андре́евское (сиб. 
Интряй) — проточное озеро в Тюменском районе, находится у посёлка Боровский вблизи юго-восточной окраины Тюмени на высоте 52,4 метра над уровнем моря.

## Этимология
Местные татары называют его Индрэй-куль или Индрэй. От созвучия с русским именем Андрей и произошло название Андреевского озера.

## Описание
Площадь озера — 16,2 км². Через протоку в юго-восточной части озеро связано с озёрами Грязное, Буторлыга, Казариново и другими — вместе они составляет озёрную систему с площадью водной поверхности около 30 км² (из озёр на востоке вытекает река Дуван, впадающая в Пышму).
На западном берегу расположен крупный посёлок Боровский, на восточном — посёлок Андреевский. Северный и южный берега покрыта в основном сосновым лесом, на юге также расположены дачные посёлки. Почвы берегов представлены боровыми песками.
Посреди озера находится остров Мыс Козлова — памятник природы регионального значения.
Летом вода в озере хорошо прогревается, поэтому озеро является популярным местом отдыха.

## Археология
Первые раскопки в этих местах ещё в 1883 году провёл Иван Словцов. С тех пор найдено несколько поселений древних народов. Самые старые поселения относятся к 5 тысячелетию до нашей эры. В железном веке на берегах озера находилось поселение Андрюшинской культуры. В IX—XIII веках на берегах стояли протоугорские святилища. В ходе раскопок были обнаружены различные оружия и украшения, в основном из бронзы. Теперь на берегах озера стоит археологический музей-заповедник.
На берегу озера Андреевское были найдены монеты тюменского хана Ибака, чеканившиеся в 1480-х годах.

## Рыбалка
Озеро относится к местам общего пользования, из-за этого количество рыбы неуклонно снижается. Обитающие рыбы: карась обыкновенный (наиболее распространён), карась золотой, карась серебряный, окунь, ёрш, щука, чебак, пескарь, ротан. Также обитают раки.